# کن بوث (بازیکن فوتبال)
کن بوث (انگلیسی: Ken Booth; ۲۲ نوامبر ۱۹۳۴ – ۷ نوامبر ۲۰۱۵) بازیکن فوتبال اهل بریتانیا بود.
از باشگاه‌هایی که در آن بازی کرده‌است می‌توان به باشگاه فوتبال برافورد پارک آونیو، باشگاه فوتبال وورکینگتون ای. اف. سی، باشگاه فوتبال بلکپول، باشگاه فوتبال ساوتپورت، و باشگاه فوتبال ویگان اتلتیک اشاره کرد.